# のーふぇいと! 〜only the power of will〜
『のーふぇいと！ -only the power of will-』は、2010年2月25日にアルケミストより発売の恋愛アドベンチャーゲーム。対応機種はXbox 360、PlayStation Portable。

## 概要
日下の悠峰学園2-C所属の男子高校生・高山貴也の視点で描かれる恋愛アドベンチャーゲーム。『アカイイト』と『アオイシロ』の制作を手がけた「サクセス」が制作に協力しており、同社スタッフの麓川智之とHalが、それぞれシナリオとキャラクターデザインを担当している。ゲームシステムはシナリオ分岐図とルート封印システムが廃止されていること以外は、『アカイイト』と『アオイシロ』のシステムがほぼ継承されており、『アオイシロ』の効果音や背景画像も一部使用されている。
PSP版、Xbox 360版共に、通常版の他に限定版『バリバリ悠峰パック』が発売。作中に流れるテーマ曲のフルバージョンやBGMのアレンジバージョンが収録された『ちょっとカオスな特典CD』と、設定資料が記載された小冊子『設定原画集』が同梱されている。また予約特典として、短編小説や4コママンガが掲載された小冊子『のーふぇいと！ボーナストラック』も通常版、限定版共に同梱されている。

## ストーリー
主人公・高山貴也は成績や運動神経から容姿、さらには経歴に至るまで至って普通で何の特徴も無い、どこにでもいるような男子高校生だった。ある日の夜、幼馴染の希咲から借りていた英語のノートを学校に置き忘れてしまった事に気がついた貴也は、探検気分で夜の学校まで足を運ぶ。だがそこで貴也の下に、宇宙から1人の少女が降ってきた。メイベルと名乗った少女は自らを地球外知的生命体であると称し、貴也のせいで船が次元の狭間に消えてしまったから、見つかるまで居候させろと迫るのだが…

## 登場人物

### メインキャラクター
高山貴也（たかやま たかや）
声 - なし
本作の主人公。これまで至って普通で何の特徴も無い極めて平凡な生活を送っており、学校の成績も運動神経も容姿に至るまで至極普通の高校生。それでも両親や幼馴染の希咲と共に、刺激が無いながらもそれなりに幸せな日々を過ごして来た。だがメイベルとの出会いによって、彼の平凡な生活は打ち砕かれることになる。
実は周囲のどんなことも平均化して普通にしてしまうと言う能力を持っており、これがメイベルの混沌の力を打ち消している。
高山メイベル
声 - 加藤英美里
ある日、突然宇宙から貴也の下に舞い降りた宇宙人の少女。貴也によって助けられたが事故によって宇宙船を失ってしまい、止むを得ず貴也の家に寝泊りすることになるのだが、その際に貴也の両親と希咲を納得させるためにEOTAを使って洗脳光線を浴びせ、「自分が貴也の遠い親戚で外国人と日本人のハーフの女の子である」と無理矢理思い込ませるという強引な手段を執っている。その際に貴也の親戚としてつじつまを合わせるために高山姓を名乗ることになった。口癖は「まーね、そーね」。
背中まで届く白いツインテールの長髪が特徴で、彼女はそれを自分の意思で触れることなく自由にコントロールすることができる。また彼女の種族特有の能力としてサイコキネシスによる物体の遠隔操作を行うことが可能で、それを発動させると髪が蒼白に輝く。ただしその間は髪の毛が非常に過敏な状態であり、少し触られただけで派手に身じろぎしてしまうほど。
容姿端麗、頭脳明晰、スポーツ万能、スタイル抜群という一見完璧な人物のように思えるが、料理だけは大の苦手であり、どんな食材を使って調理しても何故か必ず暗黒物質になってしまう。
宇宙人であるためかバニラを微量でも摂取すると途端に酩酊するという特異体質の持ち主で、匂いを嗅いだだけでも意識が朦朧となってしまう。常日頃から大小様々な不幸に見舞われる節があり、ジンクスにはかなり煩い。
この不幸体質は宇宙の発展の為の混沌の力を受け継いでいるためであり、宇宙統一機構からは「混沌の子」と呼ばれ、討伐対象となっている。
星野希咲（ほしの きさき）
声 - 遠藤綾
貴也が小さいころからの幼馴染であり、クラスメイト。貴也の隣の家に住んでおり、貴也のことを「貴くん」と呼ぶ。貴也とは長い付き合いであり、貴也のことなら何でも分かると豪語している。口癖は「あはは…」。
内気で地味で引っ込み思案な性格だが気配り上手で親しみやすく、クラスの皆から慕われている。学校では副委員長を務めているのだが、押しに弱く頼み事を断わり切れない性格で、必要以上に学校の仕事を受け持ってしまうことも。
貴也には幼少時から恋愛感情を抱いているのだが、その引っ込み思案な性格故に中々言い出すことができず、今も幼馴染の関係から進展していない。
椎名理瀬（しいな りせ） / シーナ・リセリスク・レアルニエ
声 - ゆかな
貴也のクラスメイトで、見た目は小中学生の小さな女の子。しかし周囲から「ミス仙人」と呼ばれているほどの博識の持ち主である。その反面、運動は苦手であり、少し走っただけですぐに息切れしてしまう程。
周囲のクラスメイトに自分からは積極的に接しようとはせず、常に一線を引いた立場を置いている。また彼女から放たれる独特の威厳と品格に気圧されて、クラスメイトの誰もが彼女に対して遠慮気味な態度を取ってしまう。それ故に学校の休み時間でも1人で黙々と本を読んでいることが多い。ただしその博識故にクラスメイトから信頼はされており、彼女に相談を持ちかけるクラスメイトも多い。
正体は異世界から来た魔法使い。妹はメイベルと同じ混沌の子であり、迫害の末に殺されたことから絶望し、この世界に転移してきた。「三千世界を駆ける魔女」を自称し、宇宙統一機構の全戦力をもってしても対抗できないほど圧倒的な力を有する。
田中盾子（たなか じゅんこ） / シールド
声 - 小清水亜美
メイベルの1日遅れで貴也のクラスに転校してきた女の子。何か武道でも習っているのか動きに無駄が無く、運動神経もメイベルに劣らないほど。物静かであまり表情を変えず、真面目で誠実な性格をしている。しかし真面目過ぎて冗談が全く通用しないという一面も。好きな食べ物は米。食物を粗末に扱うことを許さず、食事マナーや作法には大変厳しい鍋奉行的な側面を持つ。
正体は自らを「秩序を護る盾」と称する、宇宙統一機構の特殊武装執行官。その身を真紅の鎧で覆っており、圧倒的な戦闘能力を誇る。正義感が強く秩序を乱す悪党には容赦しないが、それでも無益な殺傷は好まない。シールド（盾）と言う呼び名に誇りを持っており、それ故に盾子（たてこ）と呼ばれても特に気にすることは無い。

### サブキャラクター
三条幸恵（さんじょう さちえ）
声 - 喜多村英梨
貴也のクラスメイト。ハイテンションな性格をしており、面白い事があると何でも首を突っ込みたがる。貴也のことを「たかやん」、希咲のことを「ホッシー」と呼ぶなど、クラスメイトに独特のあだ名を付けている。
委員長
声 - 杉田智和
貴也のクラスメイトで友人。名前の通りクラスの委員長を務めている。本名は竜蔵院権乃丞（りゅうぞういん ごんのじょう）と言うのだが自分の名前に極度のコンプレックスを抱いており、名前で呼ばれるのを極端に嫌う。そのためクラスの皆からは委員長と呼ばれている。実家が金持ちで容姿端麗、成績優秀、スポーツ万能という優秀な人物だが、オカルトマニアだという意外な一面も持ち合わせている。中学生の妹がいるらしい。
中島斗雷（なかじま とらい）
声 - 浅沼晋太郎
貴也のクラスメイトで、貴也とは中学時代からの付き合いのある友人。現在はすっかり更生しており明るく接しやすい性格をしているものの、中学時代は相当名の知れた不良だったらしく、今でも多くの不良たちから「日下のラーメン王」と呼ばれ、恐れられている。実家が『バリバリ軒』というラーメン屋を経営しており、出前などを手伝っている。将来は3代目のバリバリ軒店主になる予定らしい。
志村政志（しむら まさし）
声 - 岩田光央
貴也のクラスメイト。相当な女好きでスケベな性格をしている。3年生の女子に誘われて茶道部に入ったものの、実際には使い走りをさせられているだけである。
市原広満（いちはら ひろみつ）
声 - 三宅健太
貴也のクラスメイトで、学園祭実行委員の1人。巨漢で強靭な肉体を誇り、とても優しい性格をしている。
仁木珠緒（にき たまお）
声 - 吉成由貴
貴也のクラスメイトで、学園祭実行委員の1人。希咲とは友達同士である。希咲以上に内気で引っ込み思案な性格であり、他人の前だと極度に緊張してしまい話す時に呂律が回らずに舌を噛んでしまうことも。
睦月（むつき）
声 - 今井麻美
貴也のクラスメイトの女子で、三条の友人。かなりの重度の腐女子である。
後藤（ごとう）
貴也のクラスメイトの男子で、志村の友人。
寺内（てらうち）
貴也が所属している2-Cの担任を務めている初老の教師で、生徒からは『テラティ』という愛称で親しまれている。生徒の自主性を重んじる教育方針を貫いている。
スピアー
声 - 小林ゆう
自らを「混沌を貫く槍」と称する、宇宙統一機構の特殊武装執行官。その身を蒼白の鎧で覆っており、シールドにも劣らない圧倒的な戦闘能力を誇る。シールドと違って残忍な性格をしており任務遂行のためなら手段を選ばず、標的の命を奪うことや一般人を巻き添えにすることさえも何のためらいも持たない。シールドをライバル視している。
ジィさん
声 - 中田譲治
貴也の家の近辺を縄張りとしている黒猫。かなりの年季が入った猫らしく、椎名から『ジィ』と呼ばれている。
実は室町時代から420年以上（人間換算で2000歳以上）生きている猫又で、人語を解する。本名は焔月。椎名にとっては育ての親ともいえる存在である。椎名の養父を指導したのも彼である。
壬生一郎（みぶ いちろう）
声 - 藤原啓治
宇宙統一機構に属する中年の男性で、M.I.Bたちの上司。
M.I.B.
声 - 藤原啓治
宇宙統一機構に属する、壬生の部下の黒服の男性たち。本名は不明。全員が常にサングラスをしている。日本語は話せるようだが何故か片言である。
宇宙統一機構総司令官
声 - 成田剣
シールドとスピアー、壬生の上官の男性。本名は不明。その名の通り、宇宙統一機構の全戦力を自由に動かせるだけの権限を有している。EOTA回収と悪党から地球を護る為という名目で、部下たちを地球に派遣した。

## 物語の重要用語
EOTA
Extraterrestrial-Over-Technology-Artifacts（エクストラ・テレストリアル・オーバーテクノロジー・アーティファクト）の略。地球外文明の極めて高度な技術によって作られた品物の総称であり、その性能や技術力は地球の文明を遥かに超越している。メイベルが所有する洗脳装置や、貴也と出会う前に乗っていた船を次元の狭間に隠したコントローラーや、シールドとスピアーが身に纏っている鎧もEOTAの一種である。
地球外の超高度文明が発達した星では特に希少な代物ではなく、様々な種類のEOTAが普通の日常品として愛用されている。その気になれば手の平サイズにまで小型化することも可能のようだが、メイベルは「無くしてしまうといけないから」という理由でそれなりのサイズの物を愛用しているらしい。
特殊武装執行官
シールドとスピアーが属している職業で、凶悪宇宙犯罪者の捕獲や抹殺、派遣された星の治安維持などを主な仕事としている。特殊武装という名の通り様々な特殊な装備(EOTA)を所有しており、シールドとスピアーの鎧もその一種である。その身体能力と戦闘能力は圧倒的で、並の宇宙人では全く歯が立たないほど。
本来なら表舞台に出ない秘密裏の存在であり、基本的に自らの正体を外部に漏らすことは禁じられているが、派遣された星での活動を行いやすくするために、特例として信頼出来る者に意図的に正体を明かし、アリバイ作りや住居の提供などの協力者になってもらうこともあり、その際に協力者には執行官が所持するEOTAの使用を必要に応じて認められる。ただし協力者には執行官の存在を秘匿にする義務が生じ、守れなければ記憶操作などの様々な手段で口封じをされてしまう。

## 主題歌
OPテーマ「from universe」
作詞、作曲：志倉千代丸
編曲：水野大輔
歌：nao
EDテーマ「Aquaのキセキ」
作詞：山下慎一狼
作曲：宮坂晃宏
編曲：新井健史
歌：今井麻美

### 挿入歌
「バリバリ軒のうた」
作詞、作曲：宮坂晃宏
編曲、歌：LONGINUS
「機装転鎧！特殊武装執行官シールド」
作詞：麓川智之
作曲：松井Tsui亮介
編曲、歌：LONGINUS

## インターネットラジオ
概要
- タイトル：『メイベル＆三条の のーふぇいと！ラジオ』
- 配信サイト：音泉
- 配信期間：
  - プレ配信：2009年12月24日
  - 本放送：2010年1月14日 - 2010年3月25日（隔週木曜日）（全6回）
  - 特別編：2010年4月22日

パーソナリティー
- 加藤英美里（高山メイベル役）
- 喜多村英梨（三条幸恵役）（愛称：喜多村ちゃんぽん）